# Голоценове вимирання

Відсоток вимирання морських тварин на рівні роду протягом п'яти масових вимирань

Голоценове вимирання (в деяких джерелах Шосте масове вимирання) — одне з найбільш значних масових вимирань видів в історії Землі, що протікає в даний час. Це триваюче вимирання видів збігається з сучасною епохою голоцену і є результатом людської діяльності. Воно охоплює численні сімейства рослин і тварин, включаючи ссавців, птахів, земноводних, рептилій і членистоногих.
У зв'язку з повсюдною деградацією місць проживання видів з найвищим ступенем біорізноманіття, таких як коралові рифи і тропічні ліси, а також, в меншій мірі, і в інших районах, переважна більшість зникнень видів вважається недокументованим, оскільки ніхто не знає про їхнє існування до того, як вони зникнуть, або ніхто ще не виявив їх зникнення. Нинішні темпи вимирання видів оцінюються в 100—1000 разів вище природних фонових показників.
У Глобальному звіті про оцінку біорізноманіття та екосистем, опублікованому в 2019 році, говориться, що близько одного мільйона видів рослин і тварин зникають наразі в результаті антропогенного впливу. Голоценове вимирання включає в себе зникнення великих наземних тварин, відомих як мегафауна, починаючи з кінця останнього льодовикового періоду. Мегафауна поза африканським континентом, яка розвивалася окремо від людей, виявилася дуже чутливою до появи нового хижака, і багато хто з тварин помер незабаром після того, як ранні люди почали поширюватися і полювати по Землі. Ці вимирання, що мали місце на кордоні плейстоцену і голоцену, іноді згадуються як четвертинне вимирання.
Найбільш популярною в наукових колах теорією є те, що винищення видів людиною додалося до існуючих стресових умов. Ведуться дебати щодо того, наскільки людське хижацтво вплинуло на зникнення видів. Певне скорочення популяцій видів було безпосередньо пов'язане з людською діяльністю, це чітко простежується на зникненні видів у Новій Зеландії і на Гаваях. Крім втручання людей, зміна клімату, можливо, була рушійним фактором у вимиранні мегафауни, особливо в кінці плейстоцену.
Екологічно людина була відзначена як безпрецедентний «глобальний суперхижак», який послідовно полював на інших дорослих хижаків найвищого рівня і мав сильний вплив на харчові мережі. Всюди на суші і в світовому океані було відзначено вимирання видів: вченими відзначено багато відомих прикладів в межах Африки, Азії, Європи, Австралії, Північної та Південної Америки, а також на невеликих островах.
В цілому вимирання голоцену може бути пов'язано з впливом людини на навколишнє середовище. Воно триває і в XXI столітті, коли споживання м'яса, надмірний вилов риби, закислення океану і скорочення популяцій земноводних є декількома найбільшими прикладами майже універсального космополітичного скорочення біорізноманіття. Людське перенаселення (і тривале зростання населення) поряд з марнотратним споживанням, як вважають вчені, є головними причинами триваючого вимирання видів.
Прихильники екологічного скептицизму висловлюються проти цієї гіпотези.

## Визначення

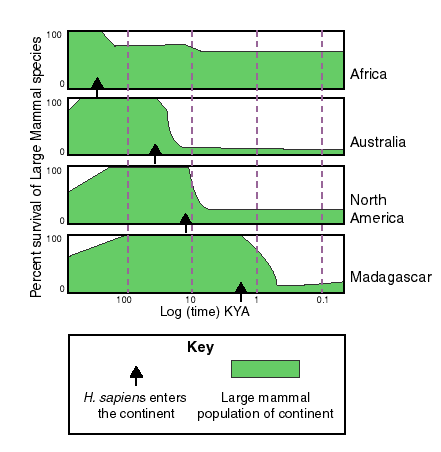
Відсоток мегафауни на різних ділянках суші планети із зазначенням прибуття на них людей

Голоценове вимирання також відоме як «шосте вимирання» в зв'язку з тим, що це, можливо, шосте масове зникнення видів після ордовицько-силурійського, девонського, масового пермського, тріасового і крейдового вимирань. Масові вимирання характеризуються втратою не менше 75 % видів протягом геологічно короткого періоду часу.
Не існує єдиної думки про те, де починається голоценове, або антропогенне, вимирання, і вимирання в четвертинному періоді, яке включає зміну клімату, що призвело до кінця останнього льодовикового періоду, і чи треба їх узагалі розглядати як окремі події. Деякі дослідники припускають, що антропогенне вимирання могло початися ще тоді, коли перші сучасні люди поширилися з Африки по планеті, між 200 000 і 100 000 років тому; це підтверджується швидким зникненням мегафауни після швидкої колонізації людиною Австралії, Новій Зеландії і Мадагаскару. Чого і слід було очікувати, при ситуації, коли будь-який великий хижак, що вміє адаптуватись, переходить в нову екосистему. У багатьох випадках передбачається, що навіть мінімального мисливського впливу людини було достатньо, щоб знищити велику фауну, особливо на географічно ізольованих островах.
У дослідженні «Майбутнє життя» (2002) Едвард Осборн Вілсон з Гарварда підрахував, що якщо нинішні темпи руйнування біосфери людиною продовжаться, то до 2100 року половина вищих форм життя Землі зникне. Опитування 1998 року, проведене Американським музеєм природничої історії, показав, що 70 % біологів визнають триваючі події як антропогенне вимирання. В даний час швидкість зникнення видів оцінюється в 100—1000 разів вище, ніж фонова швидкість зникнення, історично типова з точки зору природного розвитку планети. Крім того, поточна швидкість вимирання в 10-100 разів вище, ніж в будь-якому з попередніх масових вимирань в історії Землі. Еколог Стюарт Пімм заявив, що швидкість вимирання рослин в 100 разів перевищує норму.
Серед вчених широко поширена думка про те, що людська діяльність прискорює вимирання багатьох видів тварин за рахунок руйнування місць проживання, споживання тварин в якості ресурсів і знищення видів, які люди розглядають як загрозу або конкурентів. У листопаді 2017 року у заяві під назвою «Друге Попередження людству», яку було підписано 15 364 вченими з 184 країн, було заявлено, що, крім іншого, «ми почали масове вимирання — шосте за приблизно 540 мільйонів років, і багато нинішніх форм життя можуть бути знищені або зникнути до кінця цього століття».

### Антропоцен
Велику кількість вимирань, що вважаються антропогенними, або зумовленими людською діяльністю, іноді (особливо якщо йдеться про гіпотезовані майбутні події) в сукупності називають «вимиранням антропоцену». «Антропоцен» — термін, введений у 2000 році. Деякі тепер постулюють, що почалася нова геологічна епоха, яка відбулася з найгострішим та найпоширенішим вимиранням видів з часу вимирання крейдо-палеогену 66 мільйонів років тому. Термін «антропоцен» деякі коментатори можуть називати поточні та прогнозовані майбутні вимирання як частину більш тривалого вимирання голоцену. Голоцено-антропоценові межі оскаржуються, коли деякі коментатори стверджують про істотний вплив людини на клімат у значній частині того, що зазвичай вважається голоценовою епохою. Інші коментатори розміщують межу голоцен-антропоцен на промисловій революції, а також говорять, що «формальне прийняття цього терміну в найближчому майбутньому буде значною мірою залежати від його корисності, особливо для вчених які працюють над пізнім голоценовим спадкоємством».
Висловлюється думка, що діяльність людини зробила період, починаючи з середини 20 століття, досить відмінним від решти голоцену, настільки щоб вважати його новою геологічною епохою, відомою як антропоцен, терміном, який розглядається для включення до часової шкали історії Землі Міжнародною комісією зі стратиграфії в 2016 році. Щоб визнати голоценове вимирання як подію вимирання, вчені повинні точно визначити, коли антропогенні викиди парникових газів почали помірно змінювати природні рівні атмосфери в глобальному масштабі та коли ці зміни спричинили зміни глобального клімату. Використовуючи хімічні проксі з антарктичних ядер льоду, дослідники оцінили коливання газів діоксиду вуглецю (СО2) та метану (СН4) в атмосфері Землі в епохи пізнього плейстоцену та голоцену. Оцінки коливань цих двох газів в атмосфері, з використанням хімічної проксі з кернів льоду Антарктики, як правило, показують, що пік антропоцен стався протягом двох попередніх століть: як правило, починаючи з промислової революції, коли були зафіксовані високі рівні парникових газів. Вчені, які використовують різні археологічні та палеоекологічні дані, стверджують, що процеси, що сприяють істотній модифікації навколишнього середовища людини, тривали багато тисяч років тому в глобальному масштабі, і, таким чином, не зародились ще на початку промислової революції. Завоювавши популярність у своїй гіпотезі, палеокліматолог Вільям Руддіман у 2003 році стверджував, що кореляція між зниженням CO2 в плейстоцені та його збільшення під час голоцену означає, що причиною підвищення кількості викидів парникових газів в атмосферу було зростання людського землеробства під час голоцену, наприклад, антропогенна експансія землі для використання та іригації.

## Фактори впливу

### Людська діяльність

#### Діяльність, що сприяє вимиранню

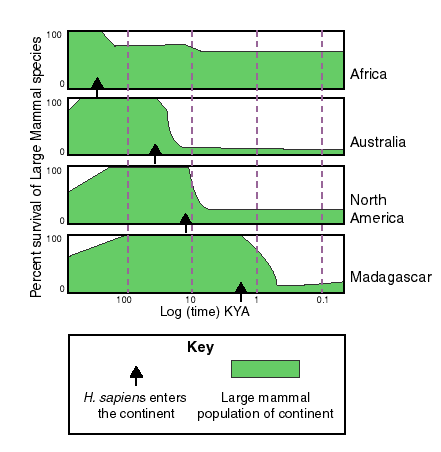
Процент мегафауни на різних земельних масивах у часі, із вказівкою появу людей.

Голоценове вимирання в основному спричинене людською діяльністю. Існує кореляція між мегафаунальним вимиранням та появою людей, а зростання людського населення та зростання споживання на душу населення, відоме в останні два століття, розглядаються як одна з основних причин вимирання
Людська цивілізація була заснована на та виросла на сільському господарстві. Чим більше земля використовувалась для ведення господарства, тим більшу кількість населення могла підтримувати цивілізація і подальше популяризація землеробства призвела до змін у середовищі проживання.
Знищення середовища проживання людиною, включаючи океанічне спустошення, наприклад, через перелов та забруднення; а також модифікація та знищення величезних урочищ наземних та річкових систем у всьому світі для задоволення виключно орієнтованих на людину цілей (13 % земної поверхні Землі, що не вкрита льодом, зараз використовуються як сільськогосподарські ділянки, 26 % — як пасовища, і 4 % — як міські-промислові райони), таким чином замінюючи початкові місцеві екосистеми. Постійне перетворення лісів і заболочених земель, багатих на біорізноманіття, у бідніші поля та пасовища (з меншою можливістю для життя для диких видів) за останні 10 000 років значно зменшило здатність Землі підтримувати життя диких птахів, серед інших організмів, як за чисельністю популяції, так і кількістю видів.
Інші, причини вимирання, пов'язані з появою людей, включають вирубування лісів, полювання, забруднення, впровадження в різні регіони немісцевих видів флори та фауни та широке поширення інфекційних захворювань, що поширюються через худобу та сільськогосподарські культури. Люди одночасно створюють і знищують сорти сільськогосподарських культур та одомашнених видів тварин. Передовий транспорт і промислове землеробство призвело до монокультури та вимирання багатьох різноманітних культур. Вживання деяких рослин та тварин у їжу також призвело до їх вимирання, зокрема силіфії та мандрівного голуба.
Деякі вчені стверджують, що поява капіталізму, як домінуючої економічної системи, прискорила екологічну експлуатацію та знищення, а також посилила масове вимирання видів. Наприклад, професор Міського університету Нью-Йорка Девід Гарві вважає, що неоліберальна епоха «є епохою найшвидшого масового вимирання видів у недавній історії Землі».

#### Верхівковий хижак

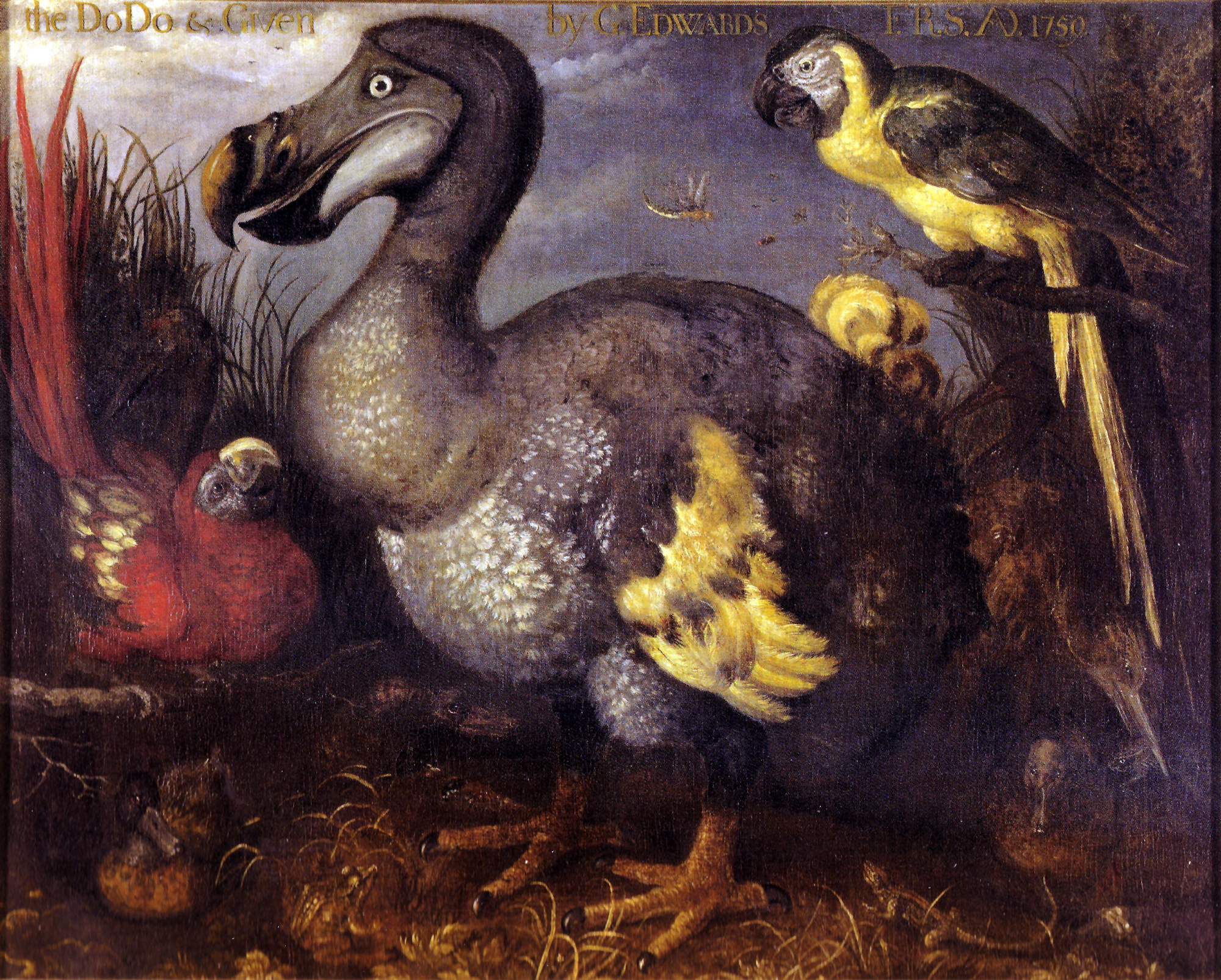
Додо, нелітаючий птах, уродженець Маврикію, вимер у середині-кінці 17 століття через знищення середовища проживання та хижацтва інтродукованих ссавців.

Мегафауна колись була поширена на кожному континенті світу та на великих островах, таких як Нова Зеландія та Мадагаскар, але зараз майже виключно зустрічається на континенті Африки, причому порівняння Австралії та раніше згаданих островів зазнали краху кількості популяції та трофічних каскадів незабаром після створення перших поселень людини. Висловлюється припущення, що африканська мегафауна вижила, оскільки розвивалася поряд з людьми. Часи південноамериканського мегафаунального вимирання, як видається, передують приходу людини, хоча розглядається можливість того, що людська діяльність у той час вплинула на глобальний клімат, і викликала таке вимирання.
Було відмічено, на тлі таких доказів, що людина є унікальною в екології, як безпрецедентний «глобальний суперхижак», регулярно полюючи на велику кількість наземних та морських верхівкових хижаків, і має великий вплив на харчові сітки та кліматичні системи у всьому світі. Хоча існує суттєва дискусія щодо того, наскільки людське хижацтво та його непрямі наслідки сприяли доісторичним вимиранням, оскільки певні катастрофи популяції були безпосередньо пов'язані з приходом людини. У дослідженні 2018 року, опублікованому в PNAS, було встановлено, що з зорі людської цивілізації — 83 % диких ссавців, 80 % морських ссавців, 50 % рослин та 15 % риб зникли. В даний час худоба становить 60 % біомаси всіх ссавців на землі, далі люди (36 %) і дикі ссавці (4 %). Що стосується птахів, то 70 % є одомашненими, наприклад, домашньою птицею, тоді як лише 30 % — дикими.

#### Сільське господарство та зміни клімату
Останні дослідження щодо спалювання ландшафту мисливців-збирачів мають важливе значення для нинішніх дискусій щодо термінів антропоцену та ролі, яку люди могли зіграти у виробництві парникових газів до промислової революції. Дослідження щодо ранніх мисливців-збирачів викликають питання про сучасний вплив чисельності чи щільності популяції як причини для кількості «очищення» земель та антропогенного спалювання, яке відбулося в доіндустріальний час. Вчені поставили під сумнів співвідношення чисельності населення та ранніх територіальних змін.
Дослідницький документ Руддімана та Елліса у 2009 р. Свідчить про те, що ранні фермери, що займалися системами сільського господарства, використовували більше землі на душу населення, ніж виробники пізніше, в голоценовий період, які активізували свою працю для виробництва більшої кількості їжі на одиницю площі (таким чином, на кожного працюючого); стверджуючи, що участь сільського господарства у виробництві рису, здійсненого тисячами років тому відносно невеликим населенням, спричинила значні наслідки для навколишнього середовища за рахунок масштабних засобів вирубки лісів.
Хоча ряд факторів, створених людиною, визнаються такими, що сприяють підвищенню атмосферних концентрацій CH4 (метану) та СО2 (вуглекислого газу), вирубка лісів та територіальне очищення, пов'язані з розвитком сільського господарства, можуть найбільше сприяти цим концентраціям у всьому світі

#### Острови
Прихід людини на Кариби близько 6000 років тому збігається з вимиранням багатьох видів. Приклади включають безліч різних видів наземних та деревних лінивців на всіх островах. Ці лінивці, як правило, менше, ніж ті, що живуть на південноамериканському континенті. Мегалокнус був найбільшим, вагою до 90 кілограмів (200 фунтів), Acratocnus були середніми родичами сучасних двоногих лінивців, ендемічних для Куби.
Недавні дослідження, засновані на археологічних та палеонтологічних розкопках на 70 різних островах Тихого Океану, показали, що численні види вимерли, коли люди пересувалися через Тихий Океан, починаючи 30 000 років тому в архіпелазі Бісмарка та Соломонових островах. В даний час підраховано, що серед видів птахів Тихого Океану близько 2000 видів зникли з моменту приходу людей, що становить 20 % зменшення біорізноманіття птахів у всьому світі.

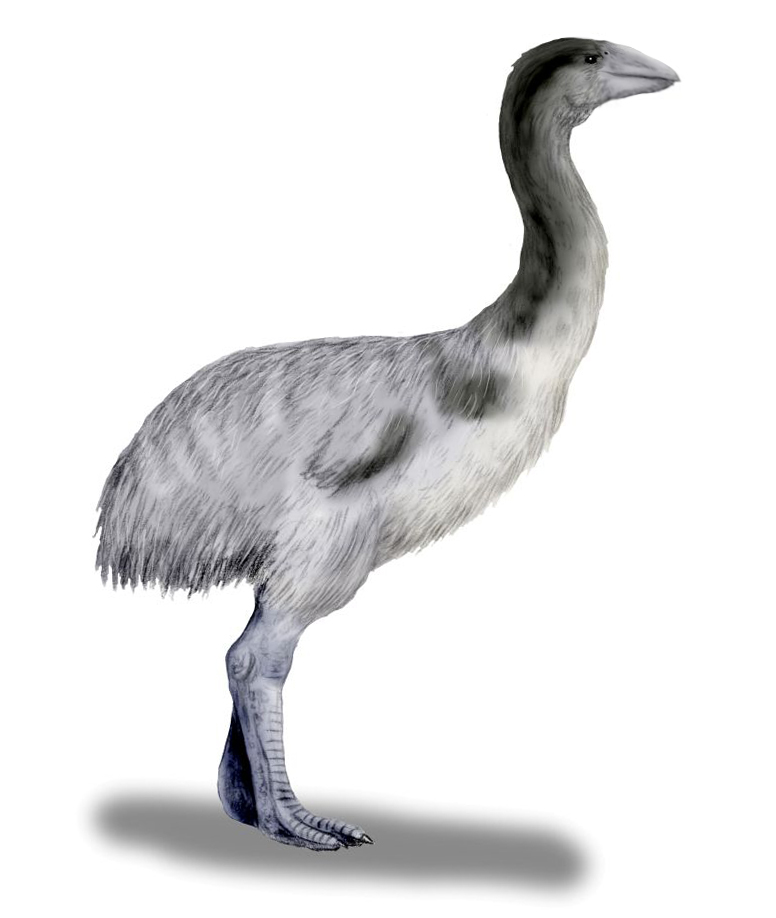
Genyornis newtoni, 2-метровий (7 футів) високий птах, що не літає. Докази приготування яєць у цього виду є першими свідченнями мегафаунального полювання людей в Австралії.

Вважається, що перші поселенці прибули на острови між 300 і 800 роками н. е., і пізніше, з європейським приходом у 16 столітті. Гаваї відомі своїм ендемізмом рослин, птахів, комах, молюсків та риб; 30 % цих організмів ендемічні. Багато з цих видів перебувають під загрозою зникнення або зникли, насамперед через випадково внесені нові види та випас худоби. Вимирання збільшилося на Гаваях за останні 200 років і є відносно добре зафіксованим, вимирання серед місцевих равликів використовуються для оцінки глобальних показників вимирання.

##### Австралія
Колись в Австралії проживало велике зібрання мегафауни, з багатьма паралелями до тих, що знайдені сьогодні на африканському континенті. Фауну Австралії характеризують насамперед сумчасті ссавці та велика кількість рептилій та птахів. Люди прибули на континент дуже рано, близько 50 000 років тому. Те, наскільки сприяв прихід людини вимиранню, є суперечливим; кліматичне висихання Австралії 40 000–60 000 років тому також було малоймовірною причиною, оскільки воно було менш серйозним за швидкістю чи масштабом, ніж попередні регіональні зміни клімату, які не змогли вбити мегафауну. Вимирання в Австралії триває від початкового поселення і до сьогодні, як у рослин, так і у тварин, також, багато тварин і рослин критично зменшили популяцію або перебувають під загрозою зникнення.
Через старіші часові рамки та хімію ґрунтів на континенті існує дуже мало доказів збереження підрослин у порівнянні з іншими місцями. Однак вимирання на території всього континенту усіх видів вагою понад 100 кілограмів, та шести з семи видів вагою від 45 до 100 кілограмів відбулися близько 46 400 років тому (4 тисячі років після приходу людини) і той факт, що мегафауна збереглася до більш пізньої дати на острові Тасманія після встановлення сухопутного мосту, свідчить про те, що полювання чи порушення антропогенної екосистеми, таке як випалювання землі для подальшого землеробства, могли бути вірогідними причинами вимирання. Перші докази прямого хижацтва людини, що призвели до вимирання в Австралії, були опубліковані в 2016 році.

##### Мадагаскар

Радіовуглецеве датування декількох субфосильних зразків показує, що вимерлі гігантські лемури були на Мадагаскарі до моменту приходу людини.

За 500 років після приходу людей між 2500—2000 років тому майже вся виразна, ендемічна та географічно відокремлена мегафауна Мадагаскару вимерла. Найбільші тварини, понад 150 кілограмів, вимерли незабаром після першого приходу людини, причому великі та середні види вимерли після тривалого полювання людей, популяція яких розросталася у більш віддалені райони острова близько 1000 років тому. Менша фауна зазнала початкового зростання через зменшення конкуренції, а потім настав спад протягом наступних 500 років. Вся фауна вагою понад 10 кілограмів вимерла. Основними причинами цього є полювання людини та втрата середовища проживання внаслідок посухи, які зберігаються та загрожують Мадагаскарській фауні до сьогодні.
Вісім або більше видів слонів, птахів, гігантські нелітаючі безкілеві, Aepyornis, Vorombe titan і Мюлерорніс, вимерли через полювання, а також 17 видів лемурів, відомі як гігантські субфоссільні лемури. Деякі з цих лемурів, як правило, важили понад 150 кілограмів, а розкопки свідчать про розділування їх м'яса, як і багатьох інших видів людьми.

#### Америки

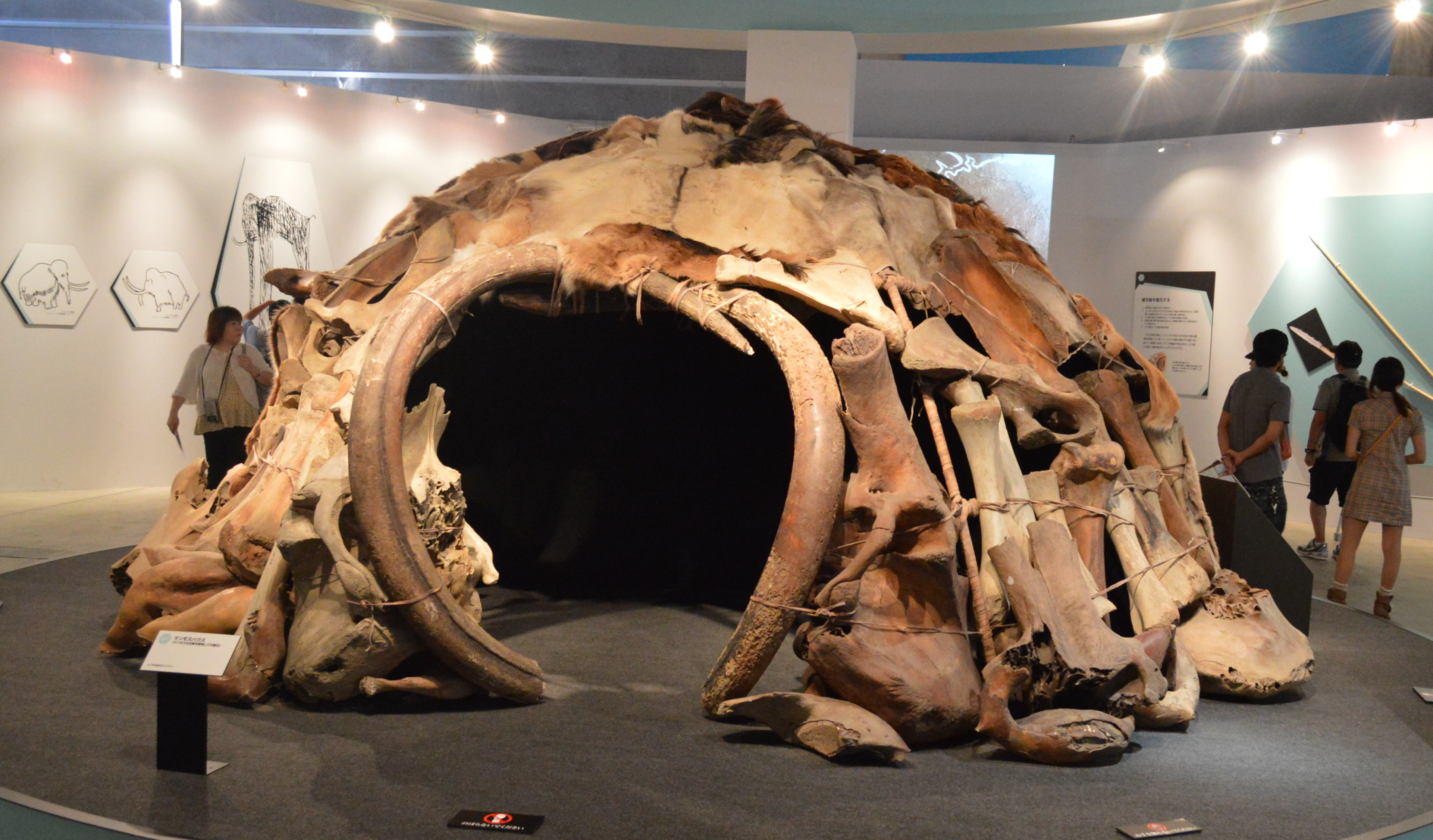
Реконструйована вовняна хата з кісток мамонта на основі знахідок у Межиріччі

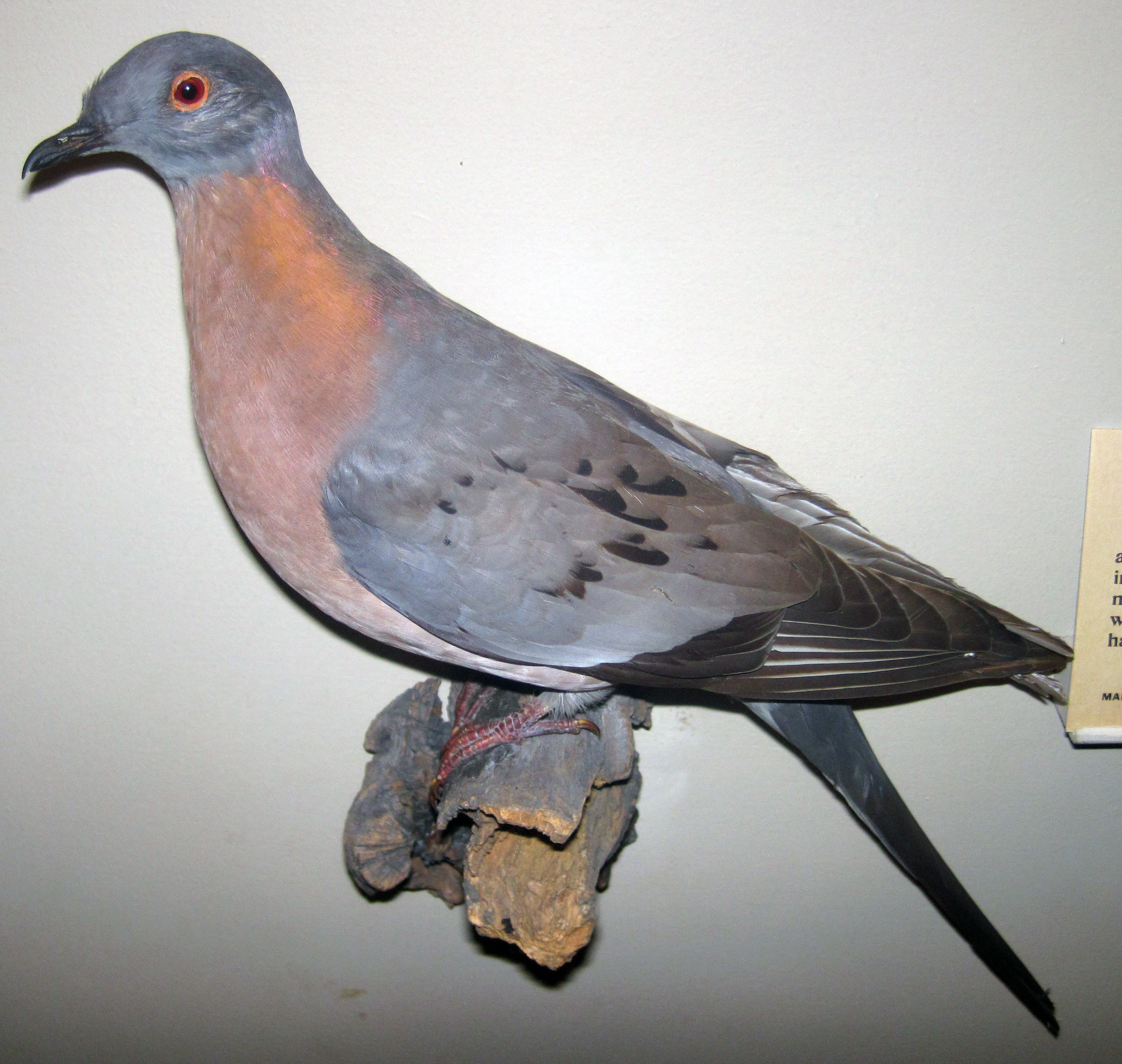
«Пасажирський голуб» був видом голубів, ендемічних для Північної Америки. Він зазнав швидкого вимирання в кінці 1800-х років через знищення середовища проживання та інтенсивного полювання після приходу європейців. Вважається, що останню дику птицю застрелили у 1901 році.

Мала місце дискусія щодо того, якою мірою зникнення мегафауни наприкінці останнього льодовикового періоду можна віднести до людської діяльності — полювання чи навіть забою популяції здобичі. Відкриття в Монте-Верде в Південній Америці та в Медоукрофтовому скельному укритті в Пенсильванії викликали суперечки щодо культури Кловіс. Перед культурою Кловіс, ймовірно, існували інші людські поселення, і історія людей в Америках могла тривати багато тисяч років до культури Кловіс. Про величину кореляції між приходом людини і вимиранням мегафауни все ще ведуться дискусії: наприклад, на острові Врангель в Сибіру вимирання карликових махових мамонтів (приблизно 2000 р. до н. е.) не збігалося з приходом людей, а також мегафаунальним вимиранням на південноамериканському континенті. Хоча, було зроблено припущення, що зміни клімату, спричинені антропогенними наслідками в інших місцях світу, могли цьому сприяти.
Іноді проводяться порівняння між останніми вимираннями (приблизно з часу промислової революції) та вимиранням плейстоцену наприкінці останнього льодовикового періоду. Останнє свідчить про вимирання великих травоїдних тварин, таких як шерстистий мамонт і хижаків, які полювали на них. Люди цієї епохи активно полювали на мамонта та мастодонта, але невідомо, чи було це полювання причиною наступних масштабних екологічних змін, повсюдного вимирання та зміни клімату.
Екосистеми, з якими стикалися перші американці, не зазнавали раніше взаємодії з людьми, і, можливо, були набагато менш стійкими до змін, внесених людиною, ніж екосистеми, з якими стикаються люди промислової епохи. Таким чином, дії людей культури Кловіс, незважаючи на те, що вони виглядають нікчемними за сучасними мірками, справді могли б мати глибокий вплив на екосистеми та дике життя, яке було повністю не пристосоване для впливу людини.

#### Афроевразія
Африка пережила найменший спад мегафауни порівняно з іншими континентами. Імовірно, це пов'язано з ідеєю того, що афро-євразійська мегафауна розвивалася поряд з людьми і, таким чином, виробила здоровий страх перед ними, на відміну від тварин інших континентів. На відміну від інших континентів, мегафауна Євразії вимирала протягом відносно тривалого періоду часу, можливо, через кліматичні коливання, що фрагментували та зменшували популяцію, залишаючи її вразливою до надмірної експлуатації, як, наприклад, у степового зубра (Bison priscus). Потепління арктичного регіону спричинило швидкий занепад луків, що негативно вплинуло на випасання мегафауни Євразії. Більшість того, що колись було степом, було перетворене на болота, що зробило навколишнє середовище нездатним підтримувати існування фауни, зокрема вовняного мамонта.

### Зміни клімату

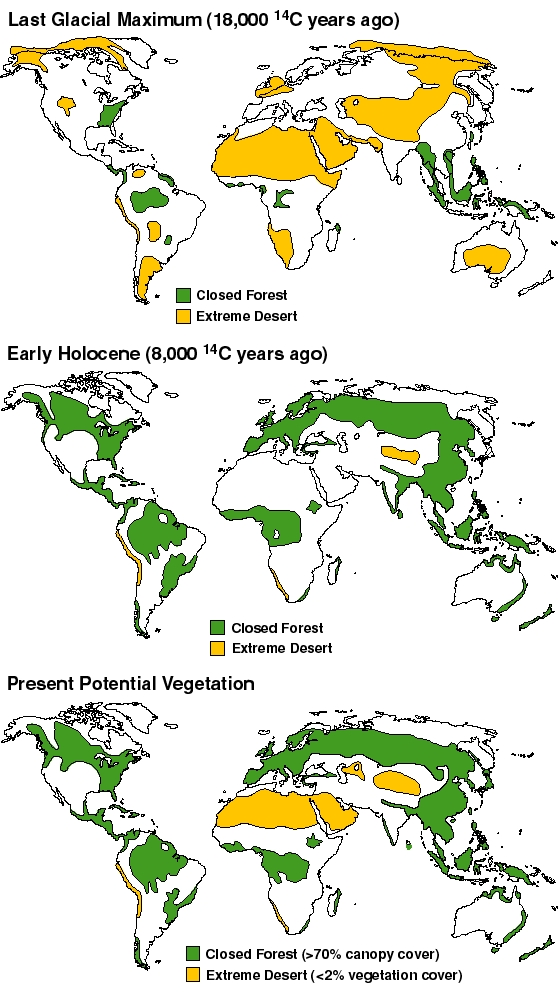
Зверху: клімат посушливого льодовикового періоду
Середина: Атлантичний період, теплий і вологий
Знизу: Потенційна рослинність у кліматі зараз, якби не людина, та сільське господарство.

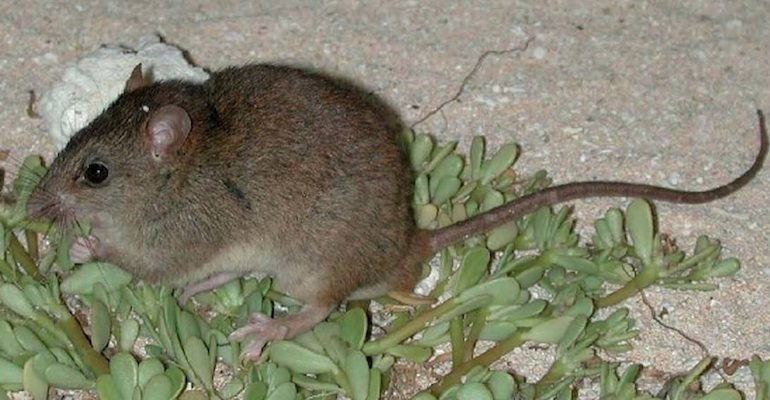
Меломи Брамбл-Кей були оголошені вимерлими у червні 2016 року. Це перше зафіксоване вимирання ссавців через антропогенні зміни клімату.

Однією з головних теорій вимирання є зміни клімату. Теорія зміни клімату припустила, що зміна клімату наприкінці пізнього плейстоцену підштовхнула мегафауну до точки зникнення. Деякі вчені виступають за теорію, що різкі зміни клімату були каталізатором вимирання мега-фауни в кінці плейстоцену, але є багато людей, які вважають, що посилене полювання ранньосучасних людей також зіграло свою роль, інші навіть припускають, що ці два фактори взаємодіють. Однак середня річна температура поточного міжльодовикового періоду за останні 10 000 років не вища, ніж у попередніх міжледовикових періодах, проте одна і та ж мегафауна пережила аналогічні підвищення температури. У Америках суперечливе пояснення зміни клімату представлено в гіпотезі про вплив Янгера Дріаса, в якій говориться, що вплив комет охолоджував глобальні температури.

#### Мегафаунальне вимирання
Мегафауна відіграє важливу роль у перенесенні мінеральних поживних речовин в екосистемі, прагнучи перенести їх з районів високого рівня до тих, що мають меншу кількість. Це стається шляхом переміщення фауни між часом, коли вони споживають поживну речовину, і часом, коли вони вивільняють її шляхом виведення (або, значно меншою мірою, шляхом розкладання після смерті). У басейні Амазонки Південної Америки, за оцінками, такий перенос зменшився на 98 % після мегафаунальних вимирань, що відбулися приблизно 12 500 років тому. Зважаючи на те, що, як вважається, наявність фосфору обмежує продуктивність у більшій частині регіону, вважається, що зменшення його транспортування із західної частини басейну та з заплав (обидва вони надходять із підняття Анд) до інших районів суттєво вплинуло на екологію регіону, і наслідки, можливо, ще не досягли своїх меж. Вимирання мамонтів дозволило пасовищам, які вони підтримували завдяки звичаям випасу, стати березовими лісами. Новий ліс і внаслідок цього лісові пожежі могли спричинити зміни клімату. Такі зникнення можуть бути наслідком розповсюдження сучасної людини; деякі останні дослідження сприяють цій теорії.
Великі популяції мега-травоїдних можуть значно впливати на атмосферну концентрацію метану, який є важливим парниковим газом. Сучасні травоїдні жуйні тварини виробляють метан як побічний продукт бродіння в процесі травлення і вивільняють його через відрижку або метеоризм. Сьогодні близько 20 % щорічних викидів метану надходять від викиду метану в тваринництві. Було підраховано, що сауроподи у Мезозої могли викидати в атмосферу 520 мільйонів тонн метану щорічно, сприяючи більш теплому клімату (до 10 °C тепліше, ніж зараз).
Останні дослідження показали, що вимирання мегафауністих травоїдних тварин може спричинити зниження концентрації атмосферного метану. Ця гіпотеза є відносно новою. Одне дослідження вивчало викиди метану від зубрів, які окупували Великі рівнини Північної Америки до контакту з європейськими поселенцями. Дослідження підрахувало, що видалення з території зубрів спричинило зменшення на цілих 2,2 мільйона тонн на рік. Ще одне дослідження вивчало зміну концентрації метану в атмосфері в кінці епохи плейстоцену після вимирання мегафауни в Америці. Після того, як ранні люди мігрували в Америку близько 13 000 років тому, Їх полювання та інші пов'язані з цим екологічні наслідки призвели до вимирання багатьох мегафаунальних видів. Розрахунки свідчать, що це вимирання зменшило концентрацію метану приблизно на 9,6 мільйонів тонн на рік. Це говорить про те, що відсутність мегафаунальних викидів метану, можливо, сприяло різкому кліматичному охолодженню на початку Раннього Дріасу. Зниження концентрації атмосферного метану, що відбулося в той час, як зафіксовано в крижаних ядрах, було в 2–4 рази швидше, ніж будь-яке інше зниження за останні півмільйона років, що дозволяє припустити, що цей незвичайний механізм працював.

### Захворювання
Гіпотеза з приводу захворювань, запропонована Россом Макфі в 1997 році, стверджує, що мегафаунальне вимирання було пов'язане з опосередкованою передачею захворювань новоприбулими аборигенами. За словами Макфі, аборигени або тварини, які подорожували з ними, наприклад домашні собаки чи худоба, ввели одне або кілька сильно вірулентних захворювань у нові середовища, чиє місцеве населення не мало імунітету до них, і врешті-решт, це призвело до їх вимирання. Тваринники K-селекції, такі як нині вимерла мегафауна, особливо вразливі до захворювань, на відміну від тварин R-селекцій, мають менший термін гестації та більший розмір популяції. Люди вважаються єдиною причиною, оскільки попередні міграції тварин в Північну Америку з Євразії не викликали вимирання.
З цією теорією існує багато проблем, оскільки це захворювання повинно відповідати декільком критеріям: воно має бути здатним підтримувати себе в середовищі, де немає господарів-переносників; воно повинно мати високий рівень зараження; і бути надзвичайно летальним, зі смертністю 50–75 %. Хвороба повинна бути дуже вірулентною, щоб знищити всіх особин виду, і навіть таке вірулентне захворювання, як лихоманка Західного Нілу, навряд чи спричинило вимирання.
Однак хвороби стали причиною деяких вимирань. Наприклад, введення пташиної малярії та авіпоксвірусу негативно вплинуло на ендемічних птахів Гаваїв.

## Дефаунація

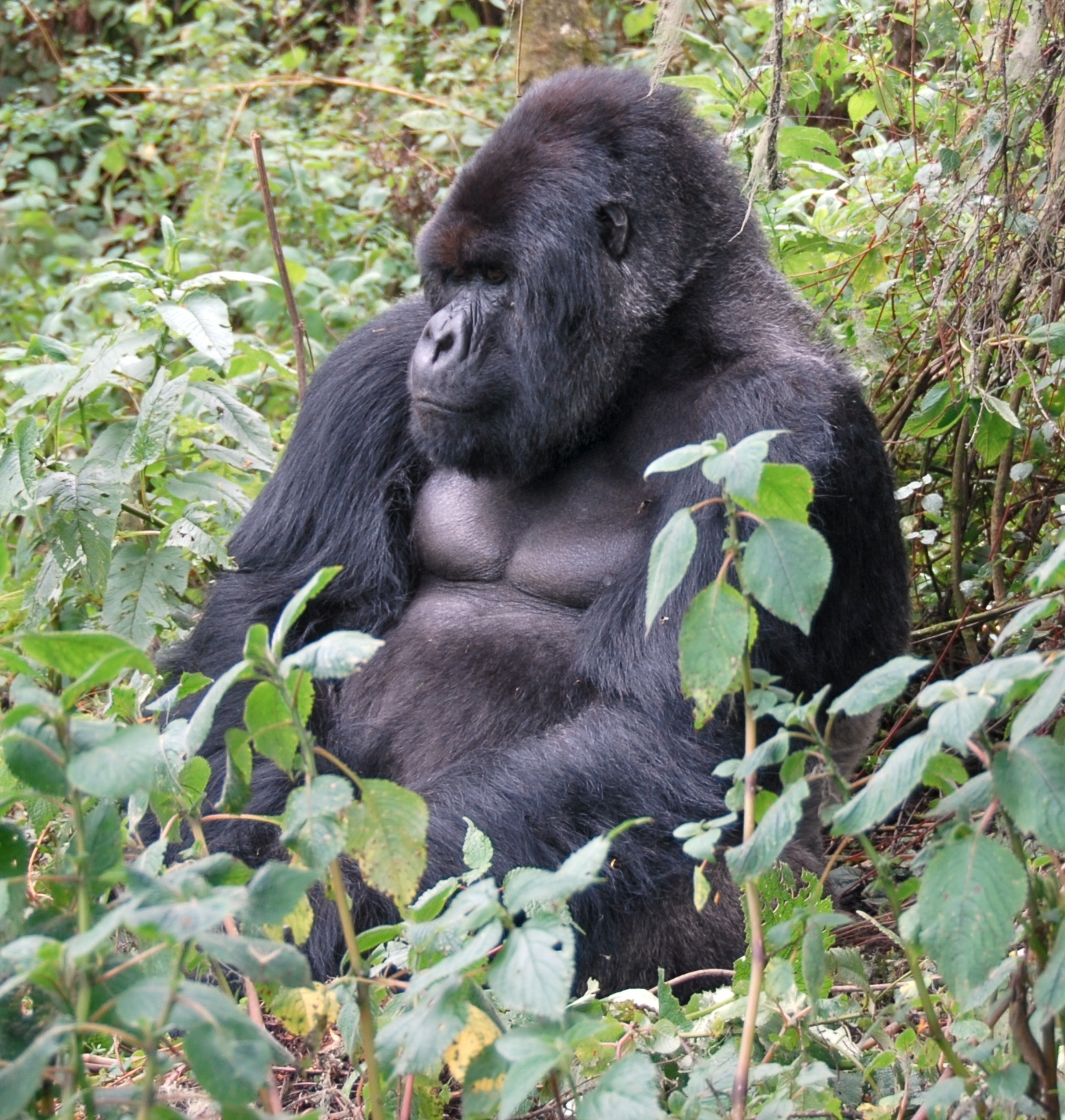
Залишилося приблизно 880 гірських горил. 60 % видів приматів стикаються з антропогенно.кризою вимирання, а чисельність 75 % видів скорочується.

Втрата видів з екологічних спільнот, дефаунація, насамперед, зумовлена діяльністю людини.
Ефекти дефаунації вперше були розглянуті на Симпозіумі взаємодії рослин і тварин в університеті Кампінас, Бразилія, 1988 року в контексті неотропічних лісів. З цього часу цей термін отримав ширше вживання в консерваційній біології як глобальне феномен.
Популяція великих котів сильно зменшилася протягом останнього півстоліття і може зазнати вимирання в наступні десятиліття. За підрахунками МСОП: популяція левів знизилась з 450 000 до 25 000; леопардів — з 750 000 до 50 000; гепардів — з 45 000 до 12 000; тигрів — з 50 000 до 3 000 в дикій природі. Дослідження, проведене в грудні 2016 року Лондонським Зоологічним Товариством, корпорацією Panthera та Товариством з Охорони Дикої Природи показало, що гепарди набагато ближче до вимирання, ніж раніше вважалося, у дикій природі залишилося лише 7 100 гепардів, що є лише 9 % від їх історичного ареалу. Людський вплив винен у катастрофі популяції гепардів, включаючи втрату здобичі через охоту людей, вбивства у відповідь від фермерів, за викрадених домашніх тварин, втрату середовища проживання та незаконну торгівлю видами дикої природи.
|                                                                                         | Ми спостерігаємо вплив 7 мільярдів людей на планету. На сьогоднішній день, такими темпами, ми втратимо всю популяцію великих кішок через 10 - 15 років. |
| — натураліст Дерек Жубер, співзасновник ініціативи National Geographic - "Великі Кошки" | |

Термін зниження запилювачів означає зменшення кількості комах та інших тварин-запилювачів у багатьох екосистемах по всьому світу, починаючи з кінця ХХ століття і продовжуючи до наших днів. Запилювачі, котрі необхідні для 75 % продовольчих культур, зменшуються в усьому світі як в кількості, так і в різноманітності. Дослідження 2017 року під керівництвом університету Радбуда Ганса де Круна показало, що біомаса живих комах у Німеччині за останні 25 років знизилася на три чверті. Дослідник-учасник Дейв Гоулсон з Університету Сассексу заявив, що їх дослідження припускає, що саме діяльність людей робить великі частини планети непридатними для дикої природи. Гоулсон охарактеризував ситуацію як наближення до «екологічного Армагеддону», додавши, що «якщо ми втратимо комах, то все буде зруйновано». Станом на 2019 рік 40 % видів комах занепадають, а третина — під загрозою зникнення. Найбільш вагомі чинники скорочення популяції комах пов'язані з інтенсивними методами ведення сільського господарства, поряд із використанням пестицидів та зміною клімату.
| | Ми зумовили швидкість біологічного вимирання, постійної втрати видів, що в кілька сотень разів перевищує її історичний рівень, і нам загрожує втрата більшості всіх видів до кінця 21 століття. |
| — Пітер Рейвен, колишній президент Американської Асоціації Розвитку Науки (AAAS), в передмові до їх публікації "AAAS атлас населення та довкілля" | |

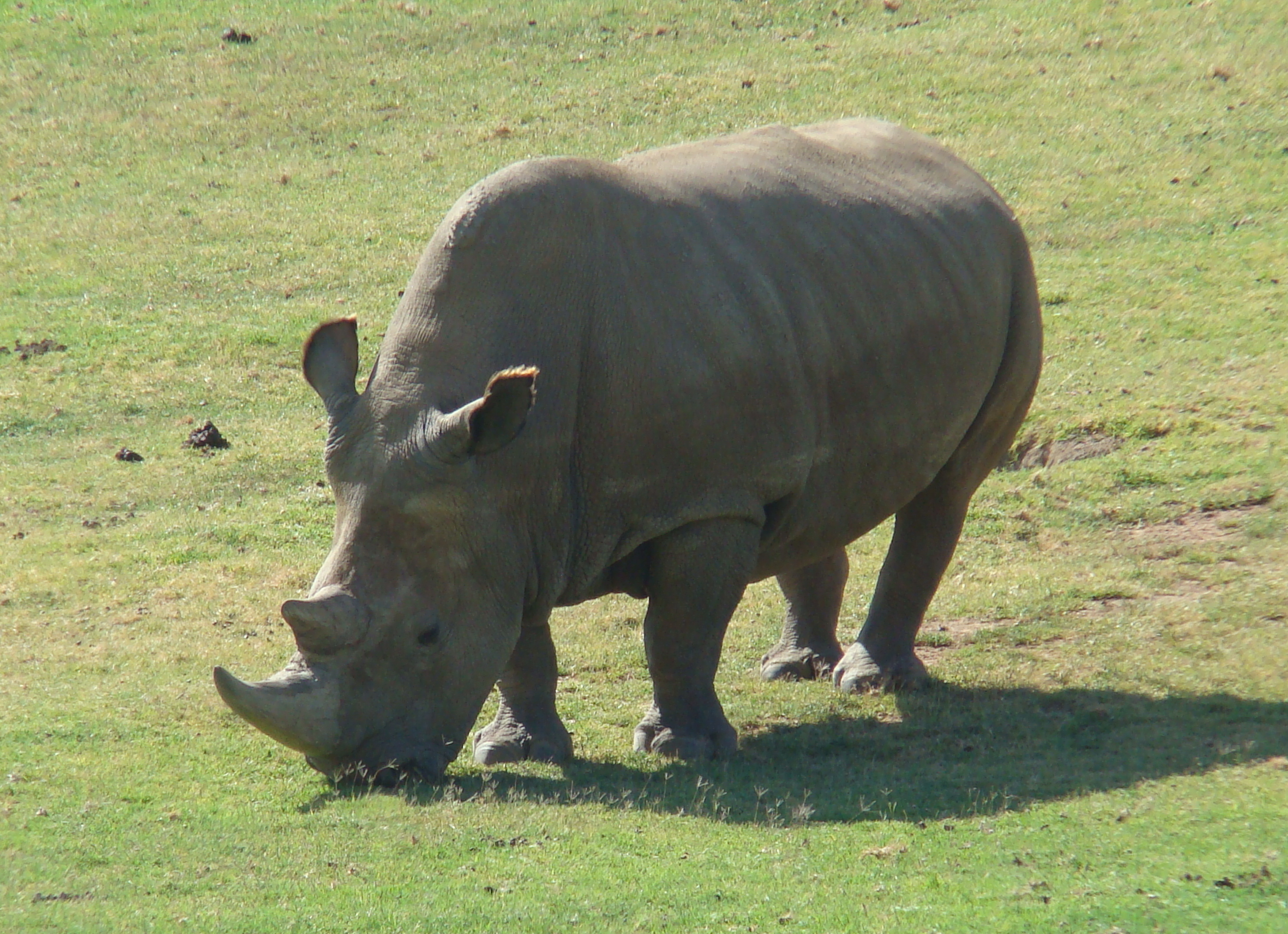
Ангаліфу, самець північного носорога у сафарі-парку Сан-Дієго (помер грудень 2014 року). Судан, останній самець підвиду, помер 19 березня 2018 року.

Прогнозується, що різні види зникнуть найближчим часом, серед них носороги, примати панголіни, та жирафи. Полювання загрожує популяції птахів та ссавців у всьому світі. Пряме вбивство мегафауни для м'яса та частин їх тіл є основним рушієм їх знищення, причому 70 % з 362 видів мегафауни занепали станом на 2019 рік. Зокрема, ссавці зазнали таких серйозних втрат внаслідок людської діяльності, що для відновлення їх може знадобитися кілька мільйонів років. Згідно з доповіддю WWF про життя планети за 2016 рік, глобальна популяція дикої природи зменшилася на 58 % з 1970 року, в першу чергу через знищення місць існування, надмірне полювання та забруднення.
У березні 2018 року Міжурядова платформа з питань біорізноманіття та екосистемних послуг (IPBES) оприлюднила останню оцінку деградації та відновлення земель (LDRA), встановивши, що лише чверть земель на Землі істотно не піддається впливу людської діяльності. До 2050 року прогнозується, що ця частка зменшиться до десятої частини. У своєму звіті за 2018 рік WWF встановив, що надмірне споживання ресурсів населенням планети знищило 60 % популяцій тварин з 1970 року, і це тривале знищення дикої природи є надзвичайною ситуацією, яка загрожує виживанню людської цивілізації. 189 країн, які підписали Конвенцію про біологічне різноманіття, і взяли на себе зобов'язання підготувати План Дій щодо збереження біорізноманіття — перший крок у визначенні конкретних зникаючих видів та середовищ існування по кожній окремій країні.
|                                                                                 | Вперше після гибелі динозаврів 65 мільйонів років тому ми стикаємося з глобальним масовим вимиранням дикої природи. Ми нехтуємо занепадом інших видів, бо це барометр, який розкриває наш вплив на світ, який підтримує нас. |
| — Майк Барретт, директор по науці та політиці у відділенні WWF Великої Британії | |

### Хвороби

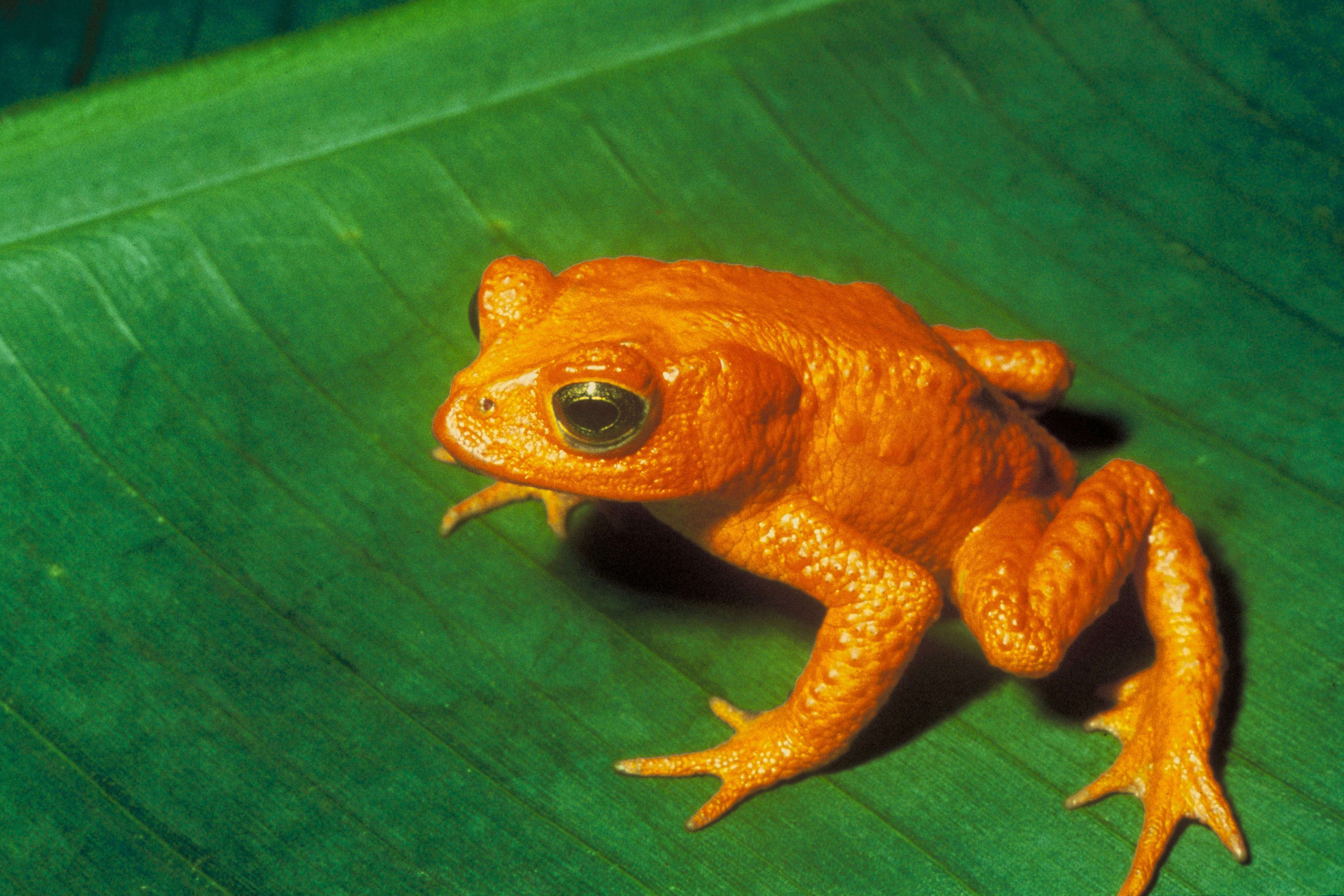
Золота жаба Коста-Рики, вимерла приблизно 1989 року. Її зникнення пояснюється поєднанням декількох факторів, серед яких потепління, грибок, втрата середовища проживання та впровадження інвазивних видів.

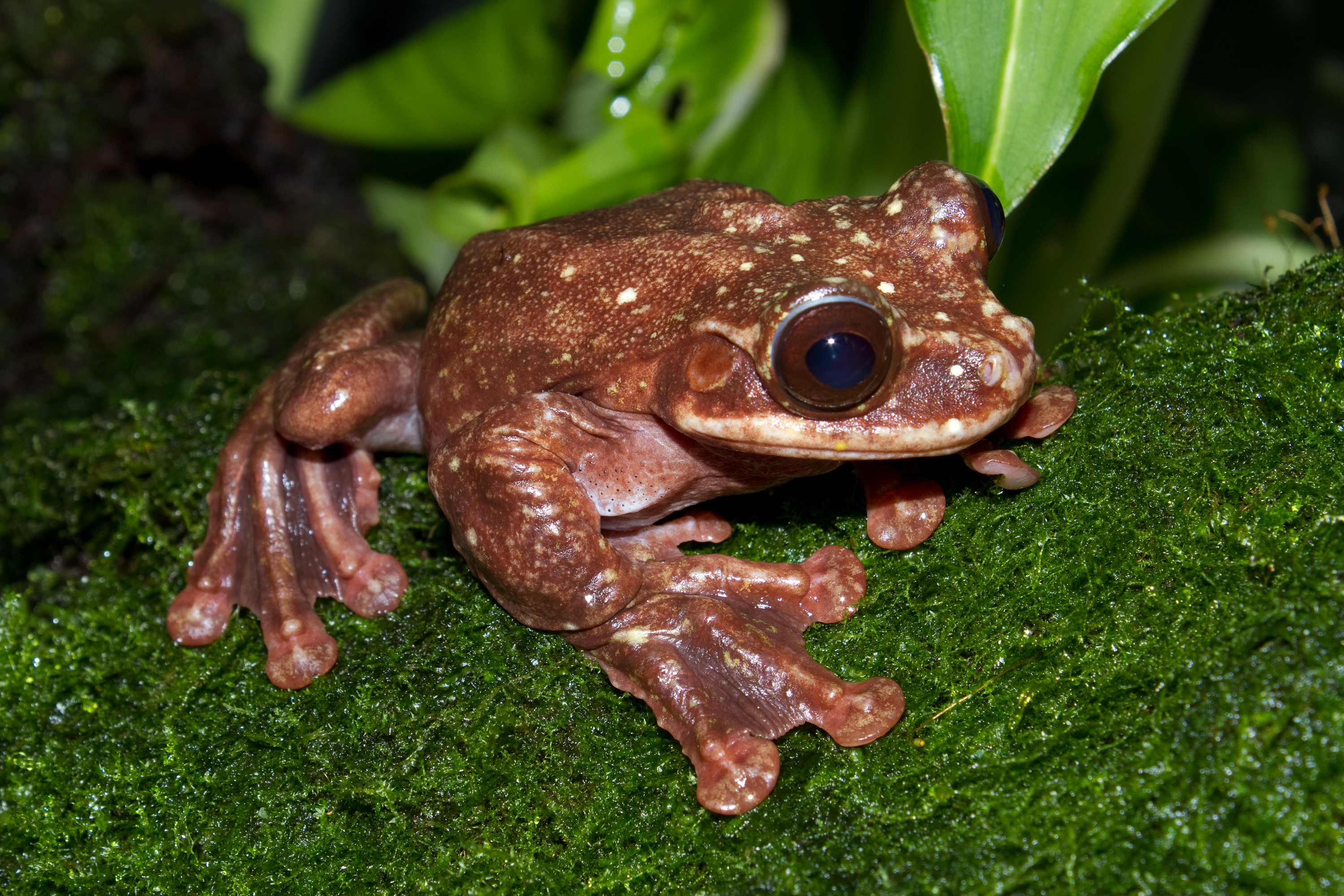
Таффі, остання дерев'яна жаба з виду Ecnomiohyla rabborum, загинула у вересні 2016 року. Вид загинув через вид грибів хідридів Batrachochytrium dendrobatidis

Зменшення популяцій земноводних також було визначено як показник деградації довкілля. Окрім втрати місця проживання та забруднення — хитридіомікоз, грибкова інфекція, випадково поширювана переміщенням людини, глобалізація та торгівля дикими тваринами спричинили значне падіння чисельності понад 500 видів земноводних та вимирання майже 90 видів. Вид грибів Читрид поширився по всій Австралії, Новій Зеландії, Центральній Америці та Африці, включаючи зони з високим різноманіттям земноводних, таких як хмарні ліси в Гондурасі та на Мадагаскарі. Batrachochytrium salamandrivorans — схожа інфекція, що загрожує саламандрам. Земноводні зараз є найбільш зникаючою групою хребетних, яка існувала понад 300 мільйонів років і пережила три інші масові вимирання.
Мільйони кажанів в США вимирають з 2012 року через поширення грибкової інфекції від європейських кажанів, які, схоже, мають імунітет. Падіння популяції склало до 90 % протягом останніх п'яти років, і прогнозується вимирання принаймні одного виду кажанів. В даний час немає жодної форми лікування, і такі занепади були названі «безпрецедентними» в історії еволюції кажанів Аланом Хіксом з Державного департаменту охорони навколишнього середовища штату Нью-Йорк.
У період з 2007 по 2013 рік понад десять мільйонів вуликів були покинуті через розлад колапсування колонії, що змушує бджіл-робітників відмовлятися від своєї королеви. Хоча наукова спільнота не має єдиної точки зору, пропозиції включають зараження кліщами Varroa та Acarapis; неправильне харчування; генетичні фактори; імунодефіцит; втрата середовища проживання; зміна практики бджільництва або поєднання факторів.

## Послаблення впливу факторів вимирання

Символ «Вимирання»

Незважаючи на численні міжнародні наукові дослідження та політичні угоди, що підтверджують, що збереження та стале використання біологічного різноманіття є глобальним пріоритетом, світове біорізноманіття продовжує занепадати.
Деякі провідні вчені виступають за те, щоб глобальна спільнота виділила для охоронюваних територій 30 % планети до 2030 року та 50 % до 2050 року, щоб пом'якшити сучасну кризу вимирання, оскільки прогнозується збільшення кількості людського населення до 10 мільярдів до середини століття. До цього часу, за прогнозами, вдвічі збільшуватиметься споживання людьми продуктів харчування та водних ресурсів.
У звіті WWF 2018 року автори пропонують три необхідні кроки у плані з 2020 по 2050 року:
1. Чітко визначити мету відновлення біорізноманіття,
2. Розробити набір вимірюваних та відповідних показників прогресу,
3. Узгодити комплекс заходів, які можуть допомогти колективно досягти поставленої мети у необхідній період часу.

У листопаді 2018 року голова ООН з питань біорізноманіття Крістіана Пашка Палмер закликала людей у всьому світі чинити тиск на уряди для здійснення значних заходів захисту дикої природи до 2020 року, оскільки бурхливі втрати біорізноманіття є «мовчазним вбивцею», настільки ж небезпечним, як глобальне потепління.
Вона каже, що «цей вплив відрізняється від змін клімату, коли люди відчувають такий вплив у повсякденному житті. З біорізноманіттям це не так відчутно, але до того моменту, коли ти відчуєш, що відбувається, може бути вже пізно».